# 1969 코파 델 헤네랄리시모 결승전
1969 코파 델 헤네랄리시모 결승전(스페인어: La Final de la Copa del Generalísimo de 1969)은 현재 코파 델 레이로 알려진 스페인 컵대회의 65번째 결승전이다. 이 경기는 1969년 6월 15일, 마드리드의 산티아고 베르나베우에서 열렸고, 아틀레티코 빌바오가 엘체를 1-0로 이기고 통산 21번째 우승을 거두었다.

## 상세 경기 정보
| 아틀레티코 빌바오 | 1–0               | 엘체 |
| ----------------- | ----------------- | ---- |
| 아리에타 82′      | 리포트 (스페인어) |      |

| 아틀레티코 빌바오: |    |                                 |
|                    |    |                                 |
| GK                 | 1  | 호세 앙헬 이리바르              |
| DF                 | 2  | 이냐키 사에스                   |
| DF                 | 3  | 루이스 마리아 에체베리아 (주장) |
| DF                 | 4  | 헤수스 아랑구렌                 |
| MF                 | 5  | 호세 마리아 이가르투아          |
| MF                 | 6  | 호세 라라우리                   |
| FW                 | 7  | 호세 아르고이티아               |
| FW                 | 8  | 피델 우리아르테                 |
| FW                 | 9  | 안톤 아리에타                   |
| FW                 | 10 | 하비에르 클레멘테               |
| FW                 | 11 | 체추 로호                       |
| 감독:              |    |                                 |
| 라파엘 이리온도    |    |                                 |

| 엘체:         |    |                        |
|               |    |                        |
| GK            | 1  | 호세 아라키스타인      |
| DF            | 2  | 프란시스코 바예스테르  |
| DF            | 3  | 비센테 이보라 (주장)   |
| DF            | 4  | 리카르도 곤살레스      |
| MF            | 5  | 후안 카를로스 레스카노 |
| MF            | 6  | 토메우 룜파르          |
| MF            | 7  | 후안 마누엘 아센시     |
| FW            | 8  | 쿠로                   |
| FW            | 9  | 바바                   |
| FW            | 10 | 페르난도 세레나        |
| FW            | 11 | 후안 카스코            |
| 감독:         |    |                        |
| 로케 마스폴리 |    |                        |